# PEC in het seizoen 1943/44
Het seizoen 1943/1944 was het 34e jaar in het bestaan van de Zwolse voetbalclub PEC. De club kwam uit in de Eerste Klasse Oost.

## Wedstrijdstatistieken

### Eerste Klasse Oost
| AVC Heracles                                                     |                                                                |               |                                                              |
|                                                                  | PEC                                                            | 0 – 2 (0 – 1) | AVC Heracles                                                 |
| 12 september 1943 Plaats: Zwolle Gemeentelijk Sportpark          |                                                                |               | 25' Freek Jaarsma Broer Dirckinck                            |
|                                                                  | AVC Heracles                                                   | 5 – 0 (4 – 0) | PEC                                                          |
| 30 april 1944 Plaats: Almelo Gemeentelijk Sportpark Bornsestraat | Broer Dirckinck Arie Wanningen Broer Krabshuis Broer Dirckinck |               |                                                              |
| Go Ahead                                                         |                                                                |               |                                                              |
|                                                                  | PEC                                                            | 0 – 1 (0 – 0) | Go Ahead                                                     |
| 27 februari 1944 Plaats: Zwolle Gemeentelijk Sportpark           |                                                                | IJsselderby   | 75' (pen) Jan Kolkman                                        |
|                                                                  | Go Ahead                                                       | 4 – 0 (1 – 0) | PEC                                                          |
| 19 september 1943 Plaats: Deventer De Adelaarshorst              | Jan Kolkman 58' Henny Koopman Bloemendal                       | IJsselderby   |                                                              |
| N.E.C.                                                           |                                                                |               |                                                              |
|                                                                  | PEC                                                            | 3 – 4 (3 – 4) | N.E.C.                                                       |
| 18 mei 1944 plaats: Zwolle Gemeentelijk Sportpark                | Jan Doorneweert 5' Jan Doorneweert                             |               | Diesveld                                                     |
|                                                                  | N.E.C.                                                         | 3 – 0 (1 – 0) | PEC                                                          |
| 6 februari 1944 Plaats: Nijmegen Goffertstadion                  | Wim Lakenberg Jan Lodenstijn 90'                               |               |                                                              |
| AGOVV                                                            |                                                                |               |                                                              |
|                                                                  | PEC                                                            | 1 – 0 (1 – 0) | AGOVV                                                        |
| 10 april 1944 Plaats: Zwolle Gemeentelijk Sportpark              | Jan Doorneweert                                                |               |                                                              |
|                                                                  | AGOVV                                                          | 3 – 0 (0 – 0) | PEC                                                          |
| 9 januari 1944 Plaats: Apeldoorn Sportpark Berg & Bos            | Beelen 70' Bart Zoetbrood Beelen 85'                           |               |                                                              |
| NCV & AV Quick                                                   |                                                                |               |                                                              |
|                                                                  | PEC                                                            | 2 – 7 (1 – 0) | NCV & AV Quick                                               |
| 16 januari 1944 Plaats: Zwolle Gemeentelijk Sportpark            | Jan Doorneweert 20' Johan Drost                                |               | Phyfer Han Engelsman Schipper Han Engelsman Bertus ten Oever |
|                                                                  | NCV & AV Quick                                                 | 5 – 0 (1 – 0) | PEC                                                          |
| 2 april 1944 Plaats: Nijmegen Sportpark Hazenkamp                | Herman Gerrits Han Engelsman Bertus ten Oever Binnendijk       |               |                                                              |
| Enschedese Boys                                                  |                                                                |               |                                                              |
|                                                                  | PEC                                                            | 2 – 0 (2 – 0) | Enschedese Boys                                              |
| 14 mei 1944 Plaats: Zwolle Gemeentelijk Sportpark                | Jan Doorneweert Cornelis Mulder                                |               |                                                              |
|                                                                  | Enschedese Boys                                                | 3 – 1 (2 – 0) | PEC                                                          |
| 21 mei 1944 Plaats: Enschede Volkspark                           | Albers 30' Bennink 43' Albers                                  |               | 67' Tames Slecht                                             |
| WVV Wageningen                                                   |                                                                |               |                                                              |
|                                                                  | PEC                                                            | 3 – 1 (0 – 0) | WVV Wageningen                                               |
| 13 februari 1944 Plaats: Zwolle Gemeentelijk Sportpark           | Hey (e.d.) Jan Dekker Johan Drost                              |               |                                                              |
|                                                                  | WVV Wageningen                                                 | 1 – 2 (0 – 2) | PEC                                                          |
| 26 maart 1944 Plaats: Wageningen Stadion de Wageningse Berg      | Drost                                                          |               | Cornelis Mulder                                              |
| Sportclub Enschede                                               |                                                                |               |                                                              |
|                                                                  | PEC                                                            | 1 – 1 (0 – 1) | Sportclub Enschede                                           |
| 26 september 1943 Plaats: Zwolle Gemeentelijk Sportpark          | Jan Doorneweert                                                |               | Henny Wiecherink                                             |
|                                                                  | Sportclub Enschede                                             | 5 – 1 (2 – 0) | PEC                                                          |
| 4 juni 1944 Plaats: Enschede G.J. van Heekpark                   | Henny Wiecherink Hennie Möhring De Ruiter                      |               | Johan Drost                                                  |
| Tubantia                                                         |                                                                |               |                                                              |
|                                                                  | PEC                                                            | 1 – 1 (1 – 1) | HVV Tubantia                                                 |
| 23 januari 1944 Plaats: Zwolle Gemeentelijk Sportpark            | Jan Doorneweert 30'                                            |               | Lulof Heetjans                                               |
|                                                                  | HVV Tubantia                                                   | 5 – 1 (2 – 0) | PEC                                                          |
| 11 juni 1944 Plaats: Hengelo Sportpark De Waarbeek               | Assink Schuurman Toon Visser Borchert                          |               |                                                              |

## Statistieken PEC 1943/1944

### Eindstand PEC in de Nederlandse Eerste Klasse Oost 1943 / 1944
| Stand | Gespeeld | Gewonnen | Gelijk | Verloren | Punten | Doelpunten voor | Doelpunten tegen |
| ----- | -------- | -------- | ------ | -------- | ------ | --------------- | ---------------- |
| 10e   | 18       | 4        | 2      | 12       | 10     | 18              | 51               |

### Punten per tegenstander
|       | AVC Heracles | Go Ahead | N.E.C. | AGOVV | NCV & AV Quick | Enschedese Boys | WVV Wageningen | Sportclub Enschede | HVV Tubantia |
| ----- | ------------ | -------- | ------ | ----- | -------------- | --------------- | -------------- | ------------------ | ------------ |
| Thuis | 0            | 0        | 0      | 2     | 0              | 2               | 2              | 1                  | 1            |
| Uit   | 0            | 0        | 0      | 0     | 0              | 2               | 0              | 0                  |              |

### Doelpunten per tegenstander
|       | AVC Heracles | Go Ahead | N.E.C. | AGOVV | NCV & AV Quick | Enschedese Boys | WVV Wageningen | Sportclub Enschede | HVV Tubantia | Totaal |
| ----- | ------------ | -------- | ------ | ----- | -------------- | --------------- | -------------- | ------------------ | ------------ | ------ |
| Thuis | 0            | 0        | 3      | 1     | 2              | 2               | 3              | 1                  | 1            | 13     |
| Uit   | 0            | 0        | 0      | 0     | 0              | 1               | 2              | 1                  | 1            | 5      |
|       |              |          |        |       |                |                 |                |                    |              | 18     |